# Ghost Lab
Ghost Lab è una serie televisiva statunitense a tema paranormale, andata in onda il 6 ottobre 2009 su Discovery Channel. Prodotto dalla Paper Route Productions e Go Go Luckey Entertainment, il programma viene raccontato da Mike Rowe. La serie segue le ricerche di due fratelli, Brad e Barry Klinge, che hanno fondato la Everyday Paranormal (EP), nell'ottobre 2007.

## Trama
La Everyday Paranormal è un team investigativo del paranormale, la cui missione è "visitare i luoghi più sperduti dell'America, cercando di trovare delle prove e testare nuove teorie per rivelare l'esistenza nell'aldilà".
Oltre a Brad e Barry, il team è formato da Steve Harris, Hector Cisneros e Katie Burr. Altri membri del team sono Jason Worden, Ashlee Lehman (ex Ashlee Hillhouse) e Steve Hock. Ghost Lab rimane tuttora il nome del centro di comando della Everyday Paranormal.
Il 14 ottobre 2009 Brad e Barry Klinge sono stati intervistati sul The Pat & Brian Show riguardo alle origini delle investigazioni paranormali, le indagini e l'uso delle attrezzature. Il 30 ottobre 2009, Larry King intervistò i fratelli via satellite nel King Live di CNN.